# Fünfknopfturm (Kaufbeuren)
Der Fünfknopfturm  ist ein Wehrturm in der Stadtmauer von Kaufbeuren und zugleich das Wahrzeichen der Stadt. Der 1420 erbaute Turm ist ein für die Gotik typischer Fünfknopfturm, der als Sitz der städtischen Brandwache fungierte. Von der Anhöhe aus konnte die Altstadt überblickt und die Bevölkerung vor Feuer oder anderer Gefahr durch eine Glocke im Turm gewarnt werden.
Die Türmerstube war bis zum Frühjahr 2014 bewohnt.
Eine Besonderheit ist der 1917 eingebaute Schild in der Ostfassade, der als Kriegswahrzeichen in der Art eines Wehrmanns in Eisen mit 5387 Nägeln beschlagen ist. Er zeigt in Wappenform die Flaggen der im Ersten Weltkrieg verbündeten Mittelmächte: Osmanisches Reich, Bulgarien, Deutsches Reich und Österreich-Ungarn.